# Kozîlivka, Koriukivka
Kozîlivka (în ucraineană Козилівка) este localitatea de reședință a comunei Kozîlivka din raionul Koriukivka, regiunea Cernihiv, Ucraina.

## Demografie
Componența lingvistică a localității Kozîlivka
     Ucraineană (98,58%)
     Rusă (1,04%)
     Alte limbi (0,19%)
Conform recensământului din 2001, majoritatea populației localității Kozîlivka era vorbitoare de ucraineană (98,58%), existând în minoritate și vorbitori de rusă (1,04%).